# Ćurevo
Ćurevo är ett samhälle i Bosnien och Hercegovina.   Det ligger i entiteten Republika Srpska, i den sydöstra delen av landet, 60 km sydost om huvudstaden Sarajevo. Ćurevo ligger 705 meter över havet och antalet invånare är 123.
Terrängen runt Ćurevo är huvudsakligen bergig, men åt nordväst är den kuperad. Ćurevo ligger nere i en dal. Närmaste större samhälle är Foča, 17,1 km norr om Ćurevo. 
Omgivningarna runt Ćurevo är en mosaik av jordbruksmark och naturlig växtlighet. Runt Ćurevo är det ganska tätbefolkat, med 60 invånare per kvadratkilometer.